# Piacenza Football Club 2000-2001
Questa pagina raccoglie le informazioni riguardanti il Piacenza Football Club nelle competizioni ufficiali della stagione 2000-2001.

## Stagione
Dopo la retrocessione, il presidente Fabrizio Garilli lancia una campagna di rafforzamento dell'organico, con l'obiettivo di ritornare subito in Serie A. Il nuovo allenatore è Walter Novellino, che aveva ottenuto due promozioni nelle ultime tre stagioni con Venezia e Napoli; anche la rosa viene integrata da numerosi nuovi acquisti, tra cui Paolo Tramezzani e Nicola Caccia, già a Piacenza diversi anni prima. Dopo alcune difficoltà iniziali, il Piacenza di Novellino si porta nelle prime posizioni grazie a due serie di sei vittorie consecutive ciascuno, e ottiene la promozione nella massima serie con una giornata d'anticipo, battendo in casa la Sampdoria nello scontro diretto del 27 maggio 2001.
Nicola Caccia, con 23 reti, è il capocannoniere del campionato, nonostante abbia dovuto saltare per squalifica le ultime cinque giornate. Insieme al compagno di squadra Stefano Sacchetti, infatti, viene trovato positivo al nandrolone a seguito delle analisi effettuate dopo Sampdoria-Piacenza del 23 dicembre 2000, e per questo entrambi vengono squalificati per otto mesi (poi ridotti in appello a quattro).

## Divisa e sponsor
Il fornitore ufficiale di materiale tecnico per la stagione 2000-2001 fu Lotto, mentre viene mantenuta la doppia sponsorizzazione Copra (partite in casa)-Dac (partite in trasferta).
| Prima divisa | Seconda divisa | Terza divisa |

## Organigramma societario
Area direttiva
- Presidente: Fabrizio Garilli
- Vicepresidente: Agostino Guardamagna
- Amministratore delegato: Giampiero Tansini

Area tecnica
- Direttore sportivo: Gian Pietro Marchetti
- Allenatore: Walter Alfredo Novellino
- Allenatore in 2ª: Mauro Amenta
- Allenatore dei portieri: Rino Gandini
- Preparatore atletico: Ferretto Ferretti

Area sanitaria
- Medico sociale: Biagio Costantino
- Massaggiatore: Riccardo Bottigelli e Francesco Ceglie
- Fisioterapista:Carlo Civetta

## Rosa[7]
| N. |                   | Ruolo | Calciatore           |
| -- | ----------------- | ----- | -------------------- |
| 1  | Italia (bandiera) | P     | Davide Bagnacani     |
| 2  | Italia (bandiera) | C     | Luca Matteassi       |
| 3  | Italia (bandiera) | D     | Paolo Tramezzani     |
| 4  | Italia (bandiera) | D     | Daniele Delli Carri  |
| 5  | Italia (bandiera) | C     | Gianpietro Piovani   |
| 6  | Italia (bandiera) | D     | Alessandro Lucarelli |
| 7  | Italia (bandiera) | A     | Massimo Rastelli     |
| 8  | Italia (bandiera) | C     | Paolo Cristallini    |
| 9  | Italia (bandiera) | A     | Alberto Gilardino    |
| 10 | Italia (bandiera) | A     | Nicola Caccia        |
| 11 | Italia (bandiera) | A     | Francesco Palmieri   |
| 11 | Italia (bandiera) | C     | Gabriele Ambrosetti  |
| 12 | Italia (bandiera) | P     | Matteo Giovagnoli    |
| 13 | Italia (bandiera) | D     | Nicola Boselli       |
| 14 | Italia (bandiera) | C     | Sergio Volpi         |
| 15 | Italia (bandiera) | D     | Stefano Sacchetti    |
| 16 | Italia (bandiera) | C     | Francesco Zitolo     |

| N. |                   | Ruolo | Calciatore             |
| -- | ----------------- | ----- | ---------------------- |
| 17 | Italia (bandiera) | C     | Salvatore Miceli       |
| 18 | Italia (bandiera) | C     | Andrea Tagliaferri     |
| 19 | Italia (bandiera) | C     | Carmine Gautieri       |
| 20 | Italia (bandiera) | A     | Francesco Zerbini      |
| 21 | Italia (bandiera) | A     | Fabio Artico           |
| 22 | Italia (bandiera) | P     | Flavio Roma (capitano) |
| 23 | Italia (bandiera) | D     | Marco Comotto          |
| 24 | Italia (bandiera) | D     | Matteo Savioni         |
| 26 | Italia (bandiera) | D     | Vittorio Tosto         |
| 27 | Italia (bandiera) | C     | Stefano Morrone        |
| 28 | Italia (bandiera) | C     | Adriano Panepinto      |
| 29 | Italia (bandiera) | A     | Daniele Cacia          |
| 30 | Italia (bandiera) | C     | Francesco Statuto      |
| 31 | Italia (bandiera) | D     | Lorenzo Liverani       |
| 55 | Italia (bandiera) | D     | Roberto Maltagliati    |
| 70 | Italia (bandiera) | P     | Cristiano Scalabrelli  |
| 77 | Italia (bandiera) | D     | Gianluca Lamacchi      |

## Calciomercato[7]

### Sessione estiva
| Acquisti | Acquisti                | Acquisti    | Acquisti                  |
| R.       | Nome                    | da          | Modalità                  |
| -------- | ----------------------- | ----------- | ------------------------- |
| D        | Nicola Boselli          | Bologna     | definitivo (1 miliardo £) |
| D        | Stefano Di Fiordo       | Padova      | fine prestito             |
| D        | Vittorio Tosto          | Sampdoria   | definitivo                |
| D        | Paolo Tramezzani        | Pistoiese   | svincolato                |
| C        | Luca Matteassi          | AlbinoLeffe | fine prestito             |
| C        | Adolfo Daniele Speranza | Fiorenzuola | fine prestito             |
| C        | Sergio Volpi            | Venezia     | definitivo                |
| A        | Nicola Caccia           | Atalanta    | definitivo                |
| A        | Francesco Palmieri      | Sampdoria   | definitivo                |
| A        | Francesco Zerbini       | Lodigiani   | fine prestito             |

| Cessioni | Cessioni                | Cessioni     | Cessioni                    |
| R.       | Nome                    | a            | Modalità                    |
| -------- | ----------------------- | ------------ | --------------------------- |
| P        | Michele Nicoletti       | Reggiana     | prestito                    |
| D        | Giordano Caini          |              | svincolato                  |
| D        | Stefano Di Fiordo       | Sora         | prestito                    |
| D        | Andrea Maccagni         | Sassuolo     | prestito                    |
| D        | Gian Paolo Manighetti   | Sampdoria    | definitivo (1,5 miliardi £) |
| D        | Cleto Polonia           | Sampdoria    | definitivo                  |
| D        | Pietro Vierchowod       |              | fine carriera               |
| C        | Renato Buso             | Cagliari     | definitivo                  |
| C        | Alessandro Mazzola      | Verona       | svincolato                  |
| C        | Adolfo Daniele Speranza | Pro Vercelli | prestito                    |
| A        | Arturo Di Napoli        | Venezia      | definitivo                  |
| A        | Ruggero Rizzitelli      |              | svincolato                  |

### Sessione autunnale-invernale
| Acquisti | Acquisti              | Acquisti | Acquisti   |
| R.       | Nome                  | da       | Modalità   |
| -------- | --------------------- | -------- | ---------- |
| P        | Cristiano Scalabrelli | Cesena   | definitivo |
| D        | Roberto Maltagliati   | Torino   | definitivo |
| C        | Gabriele Ambrosetti   | Chelsea  | prestito   |
| C        | Salvatore Miceli      | Venezia  | definitivo |
| A        | Fabio Artico          | Pescara  | prestito   |

| Cessioni | Cessioni            | Cessioni  | Cessioni                      |
| R.       | Nome                | a         | Modalità                      |
| -------- | ------------------- | --------- | ----------------------------- |
| D        | Daniele Delli Carri | Torino    | definitivo                    |
| C        | Luca Matteassi      | Brescello | prestito                      |
| C        | Stefano Morrone     | Venezia   | definitivo                    |
| A        | Alberto Gilardino   | Verona    | comproprietà (7,5 miliardi £) |
| A        | Francesco Palmieri  | Pescara   | prestito                      |

## Risultati

### Campionato

#### Girone di andata
| Arbitro: | P. Rossi (Ciampino) |

|  |           |                         |
|  | Marcatori | 21’ Caccia 24’ Gautieri |

| Arbitro: | Rosetti (Torino) |

|                        |           |  |
| Caccia 24’, 30’ (rig.) | Marcatori |  |

| Arbitro: | Preschern (Mestre) |

|  |           |                 |
|  | Marcatori | 79’, 84’ Caccia |

| Arbitro: | Borriello (Mantova) |

|                         |           |                                   |
| Gautieri 35’ Caccia 67’ | Marcatori | 15’ Cesari 65’ Voria 84’ Ginestra |

| Arbitro: | Bertini (Arezzo) |

|             |           |  |
| Baldini 15’ | Marcatori |  |

| Piacenza 6 ottobre 2000 6ª giornata | Piacenza           | 0 – 0 referto | Cagliari | Stadio Leonardo Garilli\| Arbitro: \| De Santis (Tivoli) \| |
| Arbitro:                            | De Santis (Tivoli) |               |          |                                                             |

| Arbitro: | Fausti (Milano) |

|                         |           |  |
| Deflorio 70’ Giampà 93’ | Marcatori |  |

| Arbitro: | P. Rossi (Ciampino) |

|                                                   |           |              |
| Piovani 51’ (rig.) Gautieri 53’ Caccia 63’ (rig.) | Marcatori | 69’ Ferrante |

| Arbitro: | Pellegrino (Barcellona Pozzo di Gotto) |

|                                                |           |  |
| Vignaroli 5’ Chianese 49’ (rig.) Vannucchi 53’ | Marcatori |  |

| Arbitro: | Farina (Novi Ligure) |

|                                 |           |  |
| Caccia 11’, 35’ Cristallini 33’ | Marcatori |  |

| Pescara 12 novembre 2000 11ª giornata | Pescara            | 0 – 0 referto | Piacenza | Stadio Adriatico\| Arbitro: \| Ayroldi (Molfetta) \| |
| Arbitro:                              | Ayroldi (Molfetta) |               |          |                                                      |

| Arbitro: | Serena (Bassano del Grappa) |

|           |           |                   |
| Ganci 79’ | Marcatori | 51’ (rig.) Caccia |

| Arbitro: | Rodomonti (Teramo) |

|           |           |             |
| Volpi 37’ | Marcatori | 59’ Parente |

| Arbitro: | Farina (Novi Ligure) |

|                    |           |  |
| Maniero 86’ (rig.) | Marcatori |  |

| Arbitro: | Palmieri (Cosenza) |

|                         |           |                |
| Caccia 35’ Rastelli 61’ | Marcatori | 50’ Carparelli |

| Arbitro: | Ayroldi (Molfetta) |

|            |           |  |
| Caccia 68’ | Marcatori |  |

| Arbitro: | Bolognino (Milano) |

|  |           |           |
|  | Marcatori | 8’ Artico |

| Arbitro: | Pieri (Genova) |

|              |           |  |
| Caccia 90+4’ | Marcatori |  |

| Arbitro: | Cassarà (Palermo) |

|  |           |                                       |
|  | Marcatori | 13’ Ambrosetti 27’, 56’ (rig.) Caccia |

#### Girone di ritorno
| Arbitro: | Palmieri (Cosenza) |

|                            |           |  |
| Artico 11’, 31’ Caccia 93’ | Marcatori |  |

| Arbitro: | Rosetti (Torino) |

|                              |           |                     |
| Giandebiaggi 8’ Zampagna 47’ | Marcatori | 90+2’ (rig.) Caccia |

| Arbitro: | Treossi (Forlì) |

|           |           |  |
| Caccia 5’ | Marcatori |  |

| Siena 18 febbraio 2001 23ª giornata | Siena              | 0 – 0 referto | Piacenza | Stadio Artemio Franchi\| Arbitro: \| Tombolini (Ancona) \| |
| Arbitro:                            | Tombolini (Ancona) |               |          |                                                            |

| Arbitro: | Bonfrisco (Monza) |

|                                |           |  |
| Caccia 67’ (rig.) Gautieri 87’ | Marcatori |  |

| Cagliari 4 marzo 2001 25ª giornata | Cagliari           | 0 – 0 referto | Piacenza | Stadio Sant'Elia\| Arbitro: \| Bolognino (Milano) \| |
| Arbitro:                           | Bolognino (Milano) |               |          |                                                      |

| Arbitro: | Rosetti (Torino) |

|                 |           |                   |
| Maltagliati 89’ | Marcatori | 26’, 70’ Deflorio |

| Arbitro: | Tombolini (Ancona) |

|          |           |  |
| Asta 84’ | Marcatori |  |

| Arbitro: | Soffritti (Ferrara) |

|                                   |           |            |
| Artico 18’, 50’ Caccia 28’ (rig.) | Marcatori | 58’ Melosi |

| Arbitro: | De Santis (Tivoli) |

|  |           |             |
|  | Marcatori | 42’ Statuto |

| Arbitro: | Trentalange (Torino) |

|                         |           |              |
| Caccia 79’ Rastelli 85’ | Marcatori | 45+2’ Mazzeo |

| Arbitro: | Pirrone (Messina) |

|           |           |  |
| Tosto 50’ | Marcatori |  |

| Arbitro: | Racalbuto (Gallarate) |

|  |           |                         |
|  | Marcatori | 18’ Caccia 54’ Rastelli |

| Arbitro: | Collina (Viareggio) |

|            |           |  |
| Caccia 10’ | Marcatori |  |

| Arbitro: | P. Rossi (Ciampino) |

|                |           |           |
| Carparelli 54’ | Marcatori | 1’ Artico |

| Arbitro: | Nucini (Bergamo) |

|                |           |            |
| Manfredini 18’ | Marcatori | 24’ Artico |

| Arbitro: | Treossi (Forlì) |

|                           |           |                    |
| Rastelli 72’ Gautieri 93’ | Marcatori | 6’ (aut.) Lamacchi |

| Arbitro: | Pieri (Genova) |

|           |           |           |
| Rocco 17’ | Marcatori | 4’ Miceli |

| Arbitro: | Rodomonti (teramo) |

|                    |           |           |
| Piovani 88’ (rig.) | Marcatori | 9’ Rocchi |

### Coppa Italia

#### Girone 1 turno preliminare
| Arbitro: | Castellani (Verona) |

|  |           |                  |
|  | Marcatori | 39’ A. Lucarelli |

| Arbitro: | Dondarini (Finale Emilia) |

|                                 |           |  |
| Caccia 12’, 45+2’ Gilardino 49’ | Marcatori |  |

| Arbitro: | Preschern (Mestre) |

|               |           |                                   |
| C. Corradi 2’ | Marcatori | 23’ Caccia 27’ Gautieri 37’ Tosto |

| Arbitro: | Braschi (Prato) |

|                             |           |              |
| Gautieri 75’ Tramezzani 82’ | Marcatori | 50’ Adailton |

| Arbitro: | Preschern (Mestre) |

|                     |           |                               |
| Mutu 1’ Mazzola 55’ | Marcatori | 73’ Gilardino 111’ Tramezzani |

| Arbitro: | Trentalange (torino) |

|             |           |                 |
| Piovani 63’ | Marcatori | 56’ M. Esposito |

| Arbitro: | Tombolini (Ancona) |

|                        |           |             |
| Walem 10’ Bertotto 87’ | Marcatori | 25’ Zerbini |

## Statistiche

### Statistiche di squadra[27]
| Competizione | Punti | Totale | Totale | Totale | Totale | Totale | Totale | DR  |
| Competizione | Punti | G      | V      | N      | P      | Gf     | Gs     | DR  |
| ------------ | ----- | ------ | ------ | ------ | ------ | ------ | ------ | --- |
| Serie B      | 70    | 38     | 20     | 10     | 8      | 48     | 26     | +22 |
| Coppa Italia |       | 7      | 4      | 2      | 1      | 13     | 7      | +6  |
| Totale       | -     | 45     | 24     | 12     | 9      | 61     | 33     | +28 |

### Statistiche dei giocatori[7]
| Giocatore      | Serie A  | Serie A | Coppa Italia | Coppa Italia | Totale   | Totale |
| Giocatore      | Presenze | Reti    | Presenze     | Reti         | Presenze | Reti   |
| -------------- | -------- | ------- | ------------ | ------------ | -------- | ------ |
| G. Ambrosetti  | 14       | 1       | -            | -            | 14       | 1      |
| F. Artico      | 24       | 7       | -            | -            | 24       | 7      |
| N. Boselli     | 24       | 0       | 4            | 0            | 28       | 0      |
| N. Caccia      | 31       | 23      | 7            | 3            | 38       | 26     |
| D. Cacia       | 1        | 0       | 0            | 0            | 1        | 0      |
| M. Comotto     | 1        | 0       | 0            | 0            | 1        | 0      |
| P. Cristallini | 23       | 1       | 7            | 0            | 30       | 1      |
| D. Delli Carri | 1        | 0       | 6            | 0            | 7        | 0      |
| C. Gautieri    | 35       | 5       | 6            | 2            | 41       | 7      |
| A. Gilardino   | 0        | 0       | 3            | 2            | 3        | 2      |
| G. Lamacchi    | 27       | 0       | 5            | 0            | 32       | 0      |
| A. Lucarelli   | 19       | 0       | 6            | 1            | 25       | 1      |
| R. Maltagliati | 26       | 1       | -            | -            | 26       | 1      |
| S. Miceli      | 14       | 1       | -            | -            | 14       | 1      |
| S. Morrone     | 9        | 0       | 2            | 0            | 11       | 0      |
| F. Palmieri    | 7        | 0       | 6            | 0            | 13       | 0      |
| A. Panepinto   | 1        | 0       | 0            | 0            | 1        | 0      |
| G. Piovani     | 32       | 2       | 5            | 1            | 37       | 3      |
| M. Rastelli    | 31       | 4       | 6            | 0            | 37       | 4      |
| F. Roma        | 38       | -26     | 7            | -7           | 45       | -33    |
| S. Sacchetti   | 29       | 0       | 3            | 0            | 32       | 0      |
| C. Scalabrelli | 0        | -0      | 0            | -0           | 0        | -0     |
| F. Statuto     | 31       | 1       | 4            | 0            | 35       | 1      |
| A. Tagliaferri | 4        | 0       | 1            | 0            | 5        | 0      |
| V. Tosto       | 35       | 1       | 7            | 1            | 42       | 2      |
| P. Tramezzani  | 31       | 0       | 7            | 2            | 38       | 2      |
| S. Volpi       | 35       | 1       | 6            | 0            | 41       | 1      |
| F. Zerbini     | 5        | 0       | 1            | 1            | 6        | 1      |
| F. Zitolo      | 1        | 0       | 0            | 0            | 1        | 0      |